# Himsagar Express
Le Himsagar Express (code ferroviaire : 16317/16318) est un train express hebdomadaire des Indian Railways circulant entre Kanyakumari dans le Tamil Nadu, l'état indien le plus méridional, et Katra au Jammu-et-Cachemire, qui était l'état le plus septentrional de l'Inde.
Il s'agit actuellement du 36e service ferroviaire voyageurs le plus long au monde et du troisième train au plus long itinéraire opéré par les Indian Railways en termes de distance et de temps, dépassé par le Dibrugarh-Kanyakumari Vivek Express (15905/06) et le Aronai Superfast Express (12507/08). En 72 heures, le train parcourt une distance de 3787 km à une vitesse de 52 km/h, et traverse douze des états de l'Inde, s'arrêtant à un total de 73 stations.

## Histoire
La ligne est le fruit d'une requête émise au parlement le 19 mars 1979, par le député de Krishnagiri, Dr. P.V. Periasamy. Celui-ci exprimant le souhait d'une meilleure déserte de sa circonscription du district de Dharmapuri, a lancé la proposition d'une ligne de train entre Kanyakumari et le Cachemire. Cette nouvelle ligne directe, passant possiblement par la circonscription du député, serait un outil de promotion de l'intégration nationale (cohésion). Elle est lancée le 03 octobre 1984.
Le train est baptisé Himsagar Express, Himsagar est une contraction des mots हिम (hima) et सागर (sāgara), qui signifient respectivement en sanskrit « neige » et « océan ». En référence aux extrémités de son parcours, le Cachemire étant sur beaucoup de secteurs, couvert par les neiges éternelles, tandis que Kanyakumari, placée sur le Cap Comorin, est cernée par les rivages de l'Océan indien. Katra, situé dans le piémont himalayen, connaît également des épisodes neigeux saisonniers sur ses hauteurs.
La ligne avait originellement pour point d'arrivée la gare de Jammu-Tawi à Jammu, alors seule ville du Jammu-et-Cachemire à être reliée au réseau ferroviaire. Avec la réalisation du projet de ligne de chemin de fer entre Jammu et Baramulla, le terminus a été déplacé à la gare de Katra, inaugurée en 2014. Le trajet en est ainsi allongé de 78 km, passant par Udhampur.

## Parcours
Le Himsagar Express relie Kanyakumari, dans le Tamil Nadu, gare la plus au sud du réseau ferroviaire indien, à Katra, dans le Jammu-et-Cachemire, gare la plus au nord du réseau ferroviaire contigu indien. Le train en sens aller est numéroté no 16317 et en sens retour no 16318.
Il circule entre les états suivants : Tamil Nadu, Kerala, Tamil Nadu, Andhra Pradesh, Telangana, Maharashtra, Madhya Pradesh, Rajasthan, Uttar Pradesh, Haryana, Delhi, Haryana, Pendjab et Jammu-et-Cachemire.
Il effectue des arrêts notamment dans les villes suivants :Nagercoil, Thiruvananthapuram, Kollam, Chengannur, Tiruvalla, Kottayam, Ernakulam, Aluva, Thrissur, Palakkad, Coimbatore, Tiruppur, Erode, Salem, Chittoor, Tirupati, Renigunta, Nellore, Ongole, Tenali, Vijayawada, Khammam, Warangal, Ramagundam, Chandrapur, Sevagram, Nagpur, Itarsi, Bhopal, Gwalior, Dholpur, Jhansi, Agra, Faridabad, Delhi (aux gares de Hazrat Nizamuddin, New Delhi et Shakur Basti), Rohtak, Jind, Sangrur, Malerkotla, Ludhiana, Phagwara, Jalandhar, Pathankot, Kathua, Jammu et Udhampur.

## Traction
Le train, à l'aller comme au retour, est tracté sur l'intégralité du trajet par une locomotive électrique de classe WAP-4 (en) basée dans les dépôts de locomotives d'Erode (en) ou d'Arakkonam (en).

## Composition
Le train compte 19 voitures, comprenant une voiture Second AC (2AC), deux Third AC (3AC), dix Sleeper class (SL), trois Unreserved coachs (UR/GS), deux Luggage rakes (SLR) et un Pantry car (PC).
| Locomotive | 1   | 2  | 3  | 4  | 5  | 6  | 7  | 8  | 9  | 10 | 11 | 12 | 13 | 14 | 15 | 16  | 17 | 18 | 19  |
| ---------- | --- | -- | -- | -- | -- | -- | -- | -- | -- | -- | -- | -- | -- | -- | -- | --- | -- | -- | --- |
| </img>     | SLR | UR | UR | B2 | B1 | S1 | S2 | S3 | S4 | S5 | S6 | PC | S7 | S8 | S9 | S10 | A1 | UR | SLR |

## Voir également
- Vivek Express (notamment le Dibrugarh-Kânyâkumârî Vivek Express)
- Bhopal Bharat Teerth Express
- Navyug Express